# Exploração
Exploração é o ato de pesquisar ou viajar, com o intuito de descobrir e conhecer regiões desconhecidas, com intuito científico, econômico ou militar. O termo também pode ser empregado para descrever as primeiras incursões de povos de uma cultura em um ambiente geográfico e cultural de outros povos (ver invasão, colonização, e imperialismo). Apesar de a exploração existir desde os primórdios da raça humana, o ápice dessa atividade ocorre entre período dos descobrimentos ou das grandes explorações marítimas, nos séculos XV e XVI e o apogeu da era dos grandes impérios coloniais, no século XIX. Em pesquisa científica, a exploração é um dos três objetivos da pesquisa (os outros dois são a descrição e a explicação). A exploração pode ainda ser uma tentativa de desenvolver um entendimento inicial de algum fenômeno.

## Conceito
Exploração (como a ciência de forma mais geral), particularmente sua compreensão e uso foram criticamente discutidos como sendo historicamente enquadrados e usados, o mais tardar desde a Era das Descobertas até a era contemporânea da exploração espacial, para empreendimentos colonialistas, discriminação e exploração, revigorando conceitos como a "fronteira" (como no frontierismo) e destino manifesto.

### Exploração médica
A Exploração médica é o ato de examinar o corpo para se obter um diagnóstico.

## Períodos históricos notáveis de exploração humana

### Navegação na galera fenícia
Os fenícios (1550–300 a.C.) comercializavam em todo o mar Mediterrâneo e na Ásia Menor, embora muitas de suas rotas ainda sejam desconhecidas hoje. A presença de estanho em alguns artefatos fenícios sugere que eles podem ter viajado para a Grã-Bretanha. De acordo com a Eneida de Virgílio e outras fontes antigas, a lendária Rainha Dido era uma fenícia de Tiro que navegou para o Norte de África e fundou a cidade de Cartago.

#### Exploração cartaginesa da África Ocidental
Hanão, o Navegador (500 a.C.), um navegador cartaginense que explorou a costa ocidental da Africa.

### Exploração grega e romana do norte da Europa e Thule
- O explorador grego de Marselha, Píteas (380–310 a.C.) foi o primeiro a circum-avegar a Grã-Bretanha, explorar a Alemanha e chegar a Tule (mais comumente consideradas as ilhas Xetlândia ou a Islândia).
- Romanos - sob o imperador Augusto - alcançaram e exploraram todo o Mar Báltico.

### Explorações romanas
Exploração da África
Os romanos organizaram expedições para cruzar o deserto do Saara com cinco rotas diferentes:
- através do Saara Ocidental, em direção ao rio Níger e a atual Tombuctu.
- pelas montanhas Tibesti, em direção ao lago Chade e a atual Nigéria.
- através do rio Nilo, em direção a Uganda atual.
- pela costa ocidental da África, em direção às Ilhas Canárias e às ilhas de Cabo Verde.
- através do Mar Vermelho, em direção à Somália real e talvez à Tanzânia.

Todas essas expedições eram apoiadas por legionários e tinham principalmente fins comerciais. Apenas o feito pelo imperador Nero parecia ser um preparativo para a conquista da Etiópia ou da Núbia: em 62, dois legionários exploraram as nascentes do rio Nilo.
Um dos principais motivos das explorações era conseguir ouro usando o camelo para transportá-lo.
As explorações próximas às costas ocidental e oriental da África eram apoiadas por navios romanos e profundamente relacionadas com o comércio naval (principalmente em direção ao Oceano Índico). Os romanos também organizaram várias explorações no norte da Europa e exploraram até a China na Ásia.
30 a.C.-640 d.C.
Com a aquisição do Egito ptolomaico, os romanos começaram a negociar com a Índia. O Império agora tem uma conexão direta com o comércio de especiarias que o Egito estabeleceu a partir de 118 a.C..
100-166
Começam as relações romano-chinesas. Ptolomeu escreve sobre o Quersoneso Dourado (ie Península Malaia) e o porto comercial de Catigara, agora identificado como Óc Eo no norte do Vietnã, então parte de Jiaozhou, uma província do Império Han chinês. Os textos históricos chineses descrevem embaixadas romanas, de uma terra que eles chamaram de Daqin.
século II
Comerciantes romanos chegam ao Sião, Camboja, Sumatra e Java.
161
Uma embaixada do imperador romano Antonino Pio ou de seu sucessor Marco Aurélio chega ao imperador chinês Huan de Hã em Luoyang.
226
Um diplomata ou comerciante romano chega no norte do Vietnã e visita Nanquim, na China, e a corte de Sun Quan, governante do leste de Wu.

### Exploração chinesa da Ásia Central
Durante o século II a.C., a dinastia Han explorou grande parte do hemisfério norte oriental. Começando em 139 AC, o diplomata Han Zhang Qian viajou para o oeste em uma tentativa malsucedida de assegurar uma aliança com os grandes iuechis contra os Xiongnu (os iuechis foram expulsos de Gansu pelos Xiongnu em 177 a.C.); no entanto, as viagens de Zhang descobriram países inteiros que os chineses desconheciam, incluindo os vestígios das conquistas de Alexandre, o Grande (r. 336–323 a.C.). Quando Zhang retornou à China em 125 a.C., ele relatou suas visitas a Daiuã (Fergana), Kangju (Sogdiana) e Daxia (Báctria, anteriormente o Reino Greco-Bactriano que acabava de ser subjugado pelos grandes iuechis). Zhang descreveu Daiuã e Daxia como países agrícolas e urbanas, como a China, e embora ele não se aventurou lá, descrito Xendu (o Rio Indo vale do noroeste da Índia) e Anxi (territórios arsácidas) mais a oeste.

### Era Víquingue

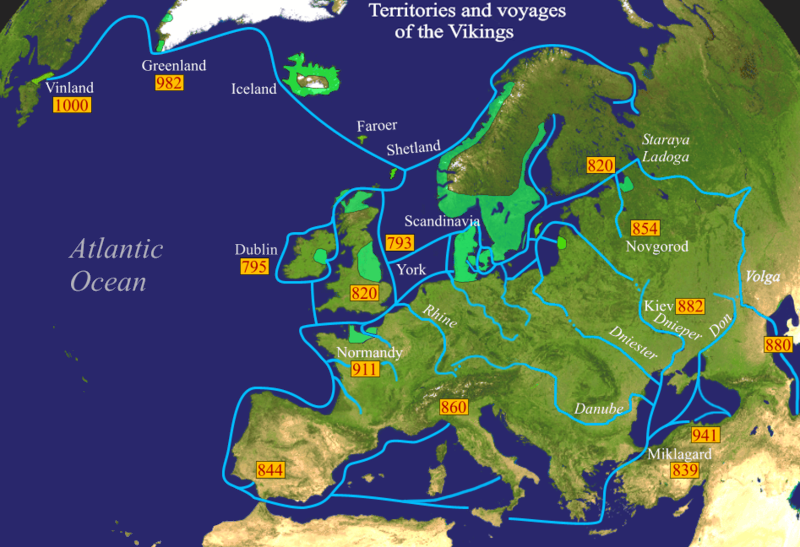
Assentamentos e viagens víquingues

De cerca de 800 a 1040, os víquingues exploraram a Islândia e grande parte do hemisfério norte ocidental por meio de rios e oceanos. Por exemplo, sabe-se que o explorador víquingue norueguês Érico, o Vermelho (950–1003), navegou e se estabeleceu na Groenlândia depois de ser expulso da Islândia, enquanto seu filho, o explorador islandês Leif Ericson (980–1020), chegou à Terra Nova e a vizinha costa norte-americana, e acredita-se que seja o primeiro europeu a pousar na América do Norte.

### Polynesian Age

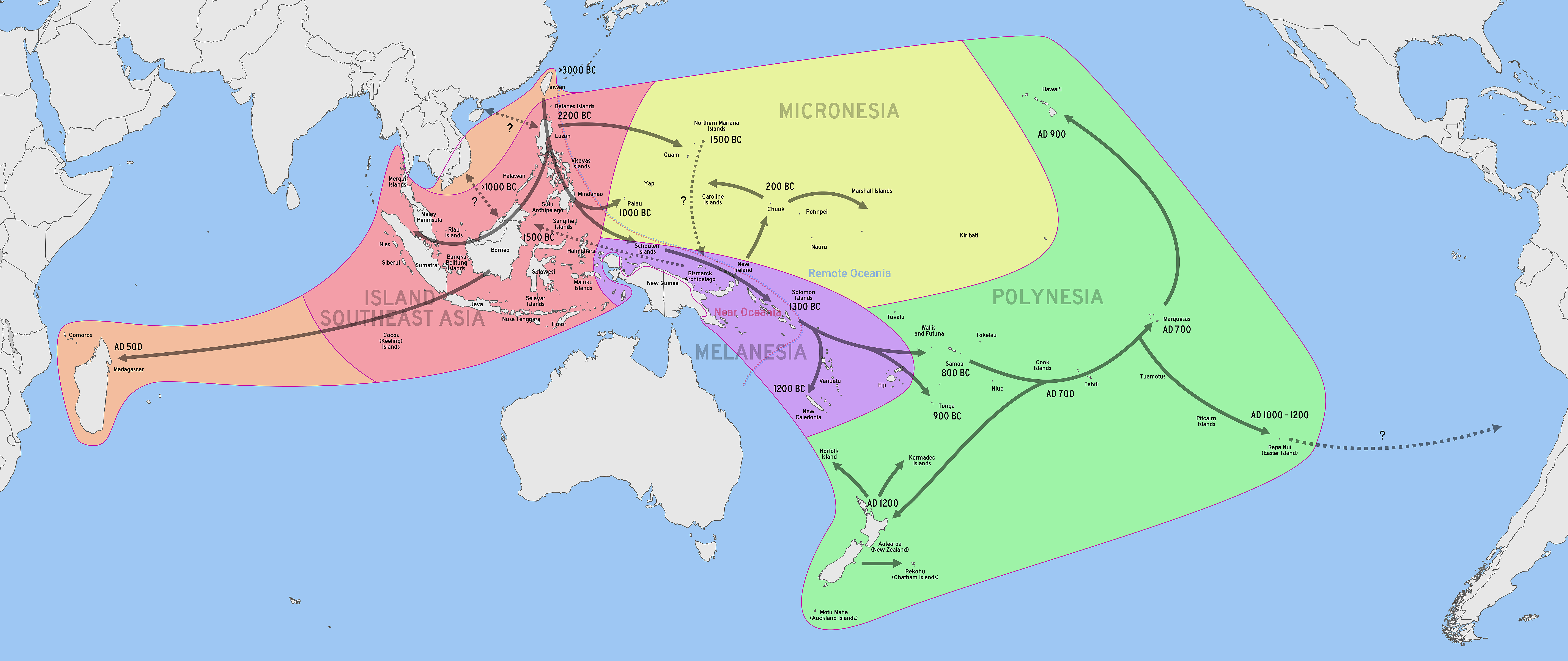
Mapa de expansão austronésico

Os polinésios eram um povo marítimo, que povoou e explorou o Pacífico central e sul por cerca de 5 000 anos, até cerca de 1280 quando descobriram a Nova Zelândia. A principal invenção para sua exploração foi a canoa outrigger, que fornecia uma plataforma rápida e estável para transportar mercadorias e pessoas. Com base em evidências limitadas, acredita-se que a viagem à Nova Zelândia foi deliberada. Não se sabe se um ou mais barcos foram para a Nova Zelândia, ou o tipo de barco, ou os nomes daqueles que migraram. Estudos de 2011 no Wairau Bar, na Nova Zelândia, mostram uma alta probabilidade de que uma das origens tenha sido a Ilha Ruahine nas Ilhas da Sociedade. Os polinésios podem ter usado a predominante ventos alísios chegarão à Nova Zelândia em cerca de três semanas. As Ilhas Cook estão em linha direta ao longo do caminho de migração e podem ter sido um ponto de parada intermediário. Existem semelhanças culturais e linguísticas entre os habitantes das Ilhas Cook e os Maori da Nova Zelândia. Os primeiros maoris tinham diferentes lendas sobre suas origens, mas as histórias foram mal interpretadas e reinterpretadas em relatos escritos confusos de primeiros historiadores europeus na Nova Zelândia, tentando apresentar um padrão coerente de colonização maori na Nova Zelândia.
A modelagem matemática baseada em estudos do genoma do DNA, usando técnicas de ponta, mostrou que um grande número de migrantes polinésios (100–200), incluindo mulheres, chegaram à Nova Zelândia por volta da mesma época, por volta de 1280. Otago Estudos universitários tentaram vincular padrões distintos de DNA de dentes, que mostram influência dietética especial, com lugares nas Ilhas da Sociedade ou próximos a eles.

### Exploração chinesa do Oceano Índico
O explorador chinês Wang Dayuan (fl. 1311–1350) fez duas viagens importantes de navio ao Oceano Índico. Durante 1328–1333, ele navegou ao longo do Mar da China Meridional e visitou muitos lugares no Sudeste Asiático e chegou até o Sul da Ásia, desembarcando no Sri Lanka e na Índia, e até mesmo foi para a Austrália. Então, em 1334–1339, ele visitou o Norte da África e o Leste da África. Mais tarde, o almirante chinês Zheng He (1371-1433) fez sete viagens à Arábia, África Oriental, Índia, Indonésia e Tailândia.

### Era Europeia dos Descobrimentos

As viagens transatlânticas de Cristóvão Colombo

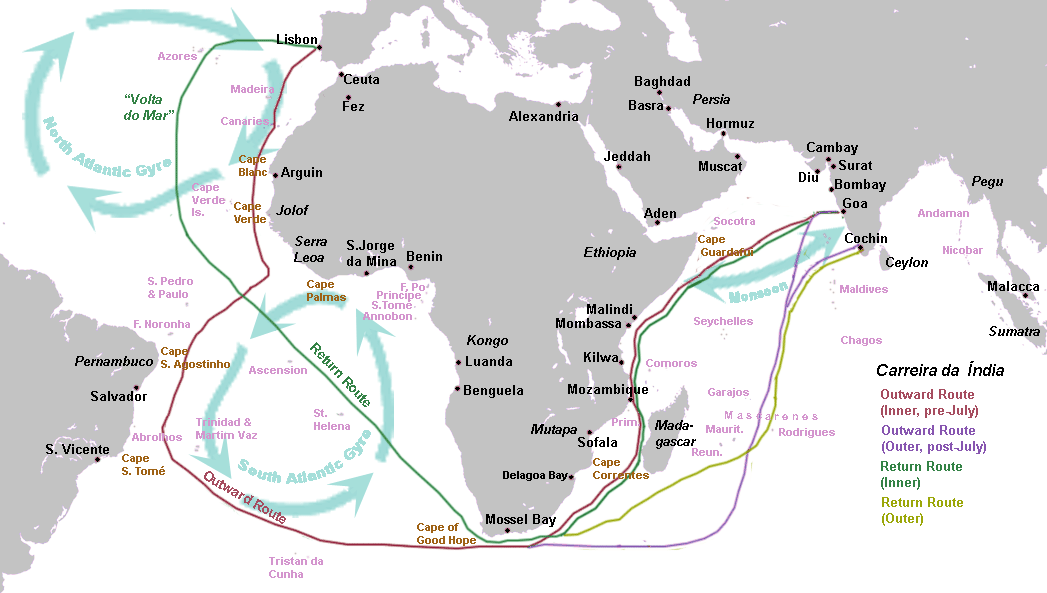
As viagens de ida e volta da Índia portuguesa correm nos oceanos Atlântico e Índico, com o Giro do Atlântico Norte (volta do mar) recolhido pelos navegadores de Henrique e a rota de ida dos ventos do Atlântico Sul que Bartolomeu Dias descobriu em 1488, seguida e explorada pelas expedições de Vasco da Gama e Pedro Alvares Cabral

A Era dos Descobrimentos, também conhecida como Era da Exploração, é um dos mais importantes períodos de exploração geográfica da história humana. Tudo começou no início do século XVI e durou até o XVII. Nesse período, os europeus descobriram e / ou exploraram vastas áreas das Américas, África, Ásia e Oceania. Portugal e Espanha dominaram os primeiros estágios de exploração, enquanto outras nações europeias seguiram, como Inglaterra, Holanda e França.
Explorações importantes durante este período foram para vários continentes e regiões ao redor do globo. Na África, exploradores importantes deste período incluem Diogo Cão (c. 1452 - c. 1486) que descobriu e subiu o rio Congo e alcançou as costas da atual Angola e Namíbia; e Bartolomeu Dias (c. 1450–1500), o primeiro europeu a chegar ao Cabo da Boa Esperança e outras partes da costa sul-africana.
Exploradores de rotas da Europa para a Ásia, o Oceano Índico e o Oceano Pacífico incluem Vasco da Gama (1460-1524), um navegador que fez a primeira viagem da Europa para a Índia e de volta pelo Cabo da Boa Esperança, descobrindo o oceano rota para o leste; Pedro Álvares Cabral (c. 1467/1468 - c. 1520) que, seguindo o caminho de Vasco da Gama, reivindicou o Brasil e liderou a primeira expedição que ligou Europa, África, América e Ásia; Diogo Dias, que descobriu a costa oriental de Madagascar e dobrou a esquina da África; exploradores como Diogo Fernandes Pereira e Pedro Mascarenhas (1470–1555), entre outros, que descobriu e mapeou as Ilhas Mascarenhas e outros arquipélagos.
António de Abreu (c. 1480 - c. 1514) e Francisco Serrão (14? –1521) conduziram a primeira frota europeia diretamente para o Oceano Pacífico (nas suas margens ocidentais) e através das Ilhas Sunda, chegando às Molucas. Andres de Urdaneta (1498–1568) descobriu a rota marítima da Ásia para as Américas.
No Oceano Pacífico, Jorge de Menezes (c. 1498–?) Descobriu a Nova Guiné. García Jofre de Loaísa (1490–1526) descobriu as Ilhas Marshall.
Descoberta da américa
As explorações das Américas começaram com a descoberta inicial da América por Cristóvão Colombo (1451-1506), que liderou uma expedição castelhana (espanhola) através do Atlântico, descobrindo a América. Após a descoberta da América por Colombo, várias expedições importantes foram enviadas para explorar o hemisfério ocidental. Isso incluiu Juan Ponce de León (1474–1521), que descobriu e mapeou a costa da Flórida; Vasco Núñez de Balboa (c. 1475–1519), que foi o primeiro europeu a ver o Oceano Pacífico da costa americana (depois de cruzar o istmo do Panamá), confirmando que a América era um continente separado da Ásia; Aleixo Garcia (14? –1527), que explorou os territórios do atual sul do Brasil, Paraguai e Bolívia, cruzando o Chaco e alcançando os Andes (próximo a Sucre).
Álvar Núñez Cabeza de Vaca (1490–1558) descobriu o rio Mississippi e foi o primeiro europeu a navegar pelo Golfo do México e cruzar o Texas. Jacques Cartier (1491–1557) desenhou os primeiros mapas de parte do Canadá central e marítimo; Francisco Vázquez de Coronado (1510–1554) descobriu o Grand Canyon e o Rio Colorado; Francisco de Orellana (1511–1546) foi o primeiro europeu a navegar ao longo do rio Amazonas.
Outras explorações

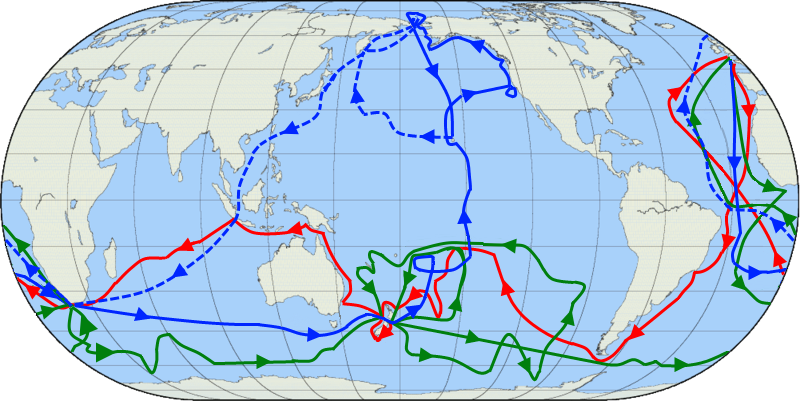
As rotas das viagens do Capitão James Cook. A primeira viagem é mostrada em vermelho, a segunda viagem em verde e a terceira viagem em azul

Fernão de Magalhães (1480-1521) foi o primeiro navegador a cruzar o Oceano Pacífico, descobrindo o Estreito de Magalhães, as ilhas Tuamotu e Marianas, e conseguindo uma circunavegação quase completa da Terra, em várias viagens, pela primeira vez. Juan Sebastian Elcano (1476–1526), completou a primeira circunavegação global.
Na segunda metade do século XVI e no XVII, a exploração da Ásia e do Oceano Pacífico continuou com exploradores como Andrés de Urdaneta (1498–1568), que descobriu a rota marítima da Ásia para as Américas; Pedro Fernandes de Queirós (1565–1614), que descobriu as ilhas Pitcairn e o arquipélago de Vanuatu; Álvaro de Mendaña (1542–1595), que descobriu o arquipélago de Tuvalu, as Marquesas, as ilhas Salomão e a ilha Wake.
Os exploradores da Austrália incluíram Willem Janszoon (1570–1630), que fez o primeiro desembarque europeu registrado na Austrália; Yñigo Ortiz de Retez, que descobriu e alcançou o leste e o norte da Nova Guiné; Luis Váez de Torres (1565–1613), que descobriu o Estreito de Torres entre a Austrália e a Nova Guiné; Abel Tasman (1603–1659), que explorou o norte da Austrália, descobriu a Tasmânia, a Nova Zelândia e Tongatapu.
Na América do Norte, os principais exploradores incluíram Henry Hudson (156? –1611), que explorou a Baía de Hudson no Canadá; Samuel de Champlain (1574–1635), que explorou o Rio São Lourenço e os Grandes Lagos (no Canadá e no norte dos Estados Unidos); e René-Robert Cavelier, Sieur de La Salle (1643–1687), que explorou a região dos Grandes Lagos dos Estados Unidos e Canadá, e toda a extensão do rio Mississippi.

### Idade Moderna

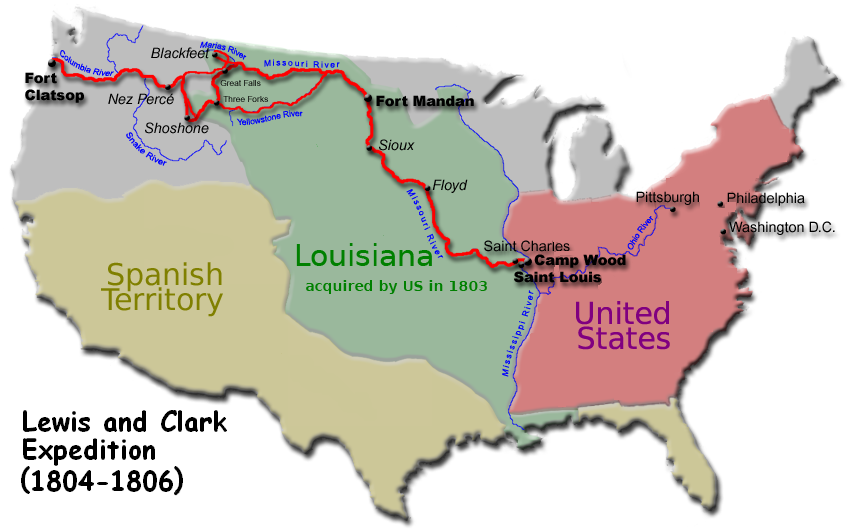
Rota da Expedição Lewis e Clark

Muito depois da idade de ouro das descobertas, outros exploradores completaram o mapa mundial, como vários exploradores russos, alcançando a costa do Pacífico siberiano e o estreito de Bering, na extremidade extrema da Ásia e do Alasca (América do Norte); Vitus Bering (1681–1741) que, a serviço da Marinha Russa, explorou o Estreito de Bering, o Mar de Bering, a costa norte-americana do Alasca e algumas outras áreas do norte do Oceano Pacífico; e James Cook, que explorou a costa leste da Austrália, as ilhas havaianas e circum-navegou o continente Antártico.
Ainda havia explorações significativas que ocorreram bem na era moderna. Isso inclui a expedição Lewis e Clark (1804-1806), uma expedição terrestre enviada pelo presidente Thomas Jefferson para explorar a recém-adquirida Compra da Louisiana e encontrar uma rota aquática interior para o Oceano Pacífico, junto com outros objetivos para examinar a flora e a fauna do continente. Em 1818, o pesquisador britânico Sir John Ross foi o primeiro a descobrir que as profundezas do mar são habitadas por vida ao capturar águas-vivas e vermes em cerca de 2 000 m (6 562 pés) de profundidade com um dispositivo especial. A Expedição de Exploração dos Estados Unidos (1838-1842) foi uma expedição enviada pelo presidente Andrew Jackson, a fim de fazer um levantamento do Oceano Pacífico e das terras vizinhas.
As condições extremas no fundo do mar requerem métodos e tecnologias elaborados para suportá-las. No século XX, a exploração em alto mar avançou consideravelmente por meio de uma série de invenções tecnológicas, que vão desde o sistema de sonar, que pode detectar a presença de objetos debaixo d'água por meio do uso do som, até submersíveis tripulados de mergulho profundo. Em 1960, Jacques Piccard e o tenente da Marinha dos Estados Unidos Don Walsh desceram no batiscafo Trieste até a parte mais profunda dos oceanos do mundo, a Fossa das Marianas. Em 2018, DSV Limiting Factor, pilotado por Victor Vescovo, completou a primeira missão ao ponto mais profundo do Oceano Atlântico, mergulhando 8 375 m (27 477 pés) abaixo da superfície do oceano até a base da Fossa de Porto Rico. Com o advento das imagens de satélite e da aviação, a exploração da superfície da Terra em grande parte cessou, no entanto, a cultura de muitas tribos desconectadas ainda permanece sem documentação e deixada para ser explorada. A exploração urbana é a exploração de estruturas feitas pelo homem, geralmente ruínas abandonadas ou componentes ocultos do ambiente feito pelo homem.

### Exploração espacial
A exploração espacial começou no século XX com a invenção de foguetes exo-atmosféricos. Isso deu aos humanos a oportunidade de viajar até a Lua e enviar exploradores robóticos a outros planetas e muito mais. As sondas Voyager 1 e Voyager 2 deixaram o Sistema Solar.